# Inditex

Inditex is actief op alle continenten.

Inditex (Spaans: Industria de Diseño Textil Sociedad Anónima) is een Spaanse beursgenoteerde modegigant en is gevestigd in het Spaanse stadje Arteixo. Het is het grootste modeconcern ter wereld in termen van omzet.

## Activiteiten
Per 31 januari 2023 telde Inditex 5692 winkels, waarvan 4589 in eigendom en de rest was in handen van franchisenemers. Het heeft onder andere de ketens Zara, Zara Home, Zara Kids, Kiddy's Class, Bershka, Pull&Bear, Stradivarius, Massimo Dutti, Oysho en Uterqüe.
Het bedrijf heeft een gebroken boekjaar dat loopt tot 31 januari. In het boekjaar 2023, dat op 31 januari 2024 afliep, had Inditex een omzet van 35,9 miljard euro en behaalde een nettowinst van € 5,4 miljard. Zara is veruit het belangrijkste merk en was in dat jaar verantwoordelijk voor bijna driekwart van de totale omzet. Europa, inclusief Spanje, was de belangrijkste regio met een aandeel van 60% in de omzet. De rest van de omzet werd min of meer gelijk verdeeld behaald in Noord- en Zuid-Amerika en Azië.
De aandelen van Inditex zijn genoteerd aan de Bolsa de Madrid en het bedrijf maakt onderdeel uit van de IBEX-35 aandelenindex.
De oprichter en grootaandeelhouder van Inditex, Amancio Ortega, is met een geschat vermogen van € 112 miljard de rijkste man van Europa en de op elf na rijkste man op aarde. Hij heeft 60% van de aandelen Inditex in handen.

## Geschiedenis
Inditex werd in 1963 opgericht door Amancio Ortega en hield zich aanvankelijk alleen bezig met het maken van vrouwenkleding. Twaalf jaar later begon het bedrijf met de verkoop van kleding en werd de eerste Zara winkel geopend in La Coruña. Alle bedrijven en belangen werden toen ondergebracht bij Inditex. In 1988 volgde de eerste winkel buiten Spanje, in buurland Portugal gevolgd door een vestiging in New York een jaar later.
In 1991 werden de modemerken Pull&Bear en Massimo Dutti toegevoegd. In 1998 werd Berskhka geïntroduceerd en in 1999 volgde het vijfde merk Stradivarius. Op 23 mei 2001 werden de aandelen van Inditex geïntroduceerd op de Spaanse effectenbeurs. In 2004 werd de 2000e winkel geopend in Hongkong en was de keten actief in 56 landen. Drie jaar later begon Inditex met de verkoop van artikelen via het internet. In 2010 stond de teller van het aantal winkels op 5000.